# Psychedelic Lollipop
| Recensione              | Giudizio    |
| ----------------------- | ----------- |
| AllMusic                | [ 1 ]       |
| Sputnikmusic            | 3.6 (Great) |
| Debaser                 | [ 3 ]       |
| Dizionario del Pop-Rock | [ 4 ]       |
| 24.000 dischi           | [ 5 ]       |

Psychedelic Lollipop è il primo album discografico del gruppo musicale rock statunitense Blues Magoos, pubblicato dalla casa discografica Mercury Records nel novembre del 1966.

## Il disco
È considerato uno dei primi album di rock psichedelico.
L'album raggiunse (marzo 1967) la ventunesima posizione della classifica statunitense Billboard 200, mentre i singoli (We Ain't Got) Nothin' Yet e One by One si piazzarono rispettivamente al #5 ed al #71 della Chart Billboard The Hot 100

## Tracce
Lato A
1. (We Ain't Got) Nothin' Yet – 2:10 (Ron Gilbert, Ralph Scala, Mike Esposito)
2. Love Seems Doomed – 3:02 (Ron Gilbert, Ralph Scala, Mike Esposito)
3. Tobacco Road – 4:30 (J.D. Loudermilk)
4. Queen of My Nights – 2:52 (David Blue)
5. I'll Go Crazy – 1:58 (James Brown)

Lato B
1. Gotta Get Away – 2:35 (Alan Gordon, Ritchie Adams)
2. Sometimes I Think About – 3:35 (Ron Gilbert, Ralph Scala, Emil Thielhelm, Mike Esposito)
3. One by One – 2:45 (Ron Gilbert, Emil Thielhelm)
4. Worried Life Blues – 3:45 (Major Big Maceo Merriweather)
5. She's Coming Home – 2:36 (Helen Miller, Roger Atkins)

Edizione CD del 2005, pubblicato dalla Repertoire Records (REPUK 1049)
1. (We Ain't Got) Nothin' Yet – 2:18 (Ron Gilbert, Ralph Scala, Mike Esposito)
2. Love Seems Doomed – 3:02 (Ron Gilbert, Ralph Scala, Mike Esposito)
3. Tobacco Road – 4:42 (J.D. Loudermilk)
4. Queen of My Nights – 3:05 (David Blue)
5. I'll Go Crazy – 2:03 (James Brown)
6. Gotta Get Away – 2:42 (Alan Gordon, Ritchie Adams)
7. Sometimes I Think About – 4:13 (Ron Gilbert, Ralph Scala, Emil Thielhelm, Mike Esposito)
8. One by One – 2:52 (Ron Gilbert, Emil Thielhelm)
9. Worried Life Blues – 3:53 (Major Big Maceo Merriweather)
10. She's Coming Home – 2:43 (Helen Miller, Roger Atkins)
11. Tobacco Road – 4:42 (J.D. Loudermilk) – Bonus Track - Single Version
12. Sometimes I Think About – 4:13 (Ron Gilbert, Ralph Scala, Emil Thielhelm, Mike Esposito) – Bonus Track - Single Version
13. (We Ain't Got) Nothin' Yet – 3:02 (Ron Gilbert, Ralph Scala, Mike Esposito) – Bonus Track - Single Version
14. Gotta Get Away – 2:41 (Alan Gordon, Ritchie Adams) – Bonus Track - Single Version

## Formazione
- Ralph Scala - organo, voce
- Michael Mike Esposito - chitarra solista
- Peppy Castro (Emil Thielhelm) - chitarra ritmica
- Ron Ronnie Gilbert - basso
- Geoff Daking - batteria

Note aggiuntive
- Bob Wyld e Art Polhemus - produttori (per la Longhair Productions)
- Art Polhemus - ingegnere delle registrazioni
- Three Lions Studios - design copertina album
- Shelby S. Singleton, Jr. - supervisore album
- Bob Wyld - note in retrocopertina album[10]